# Anna Joubin-Bret

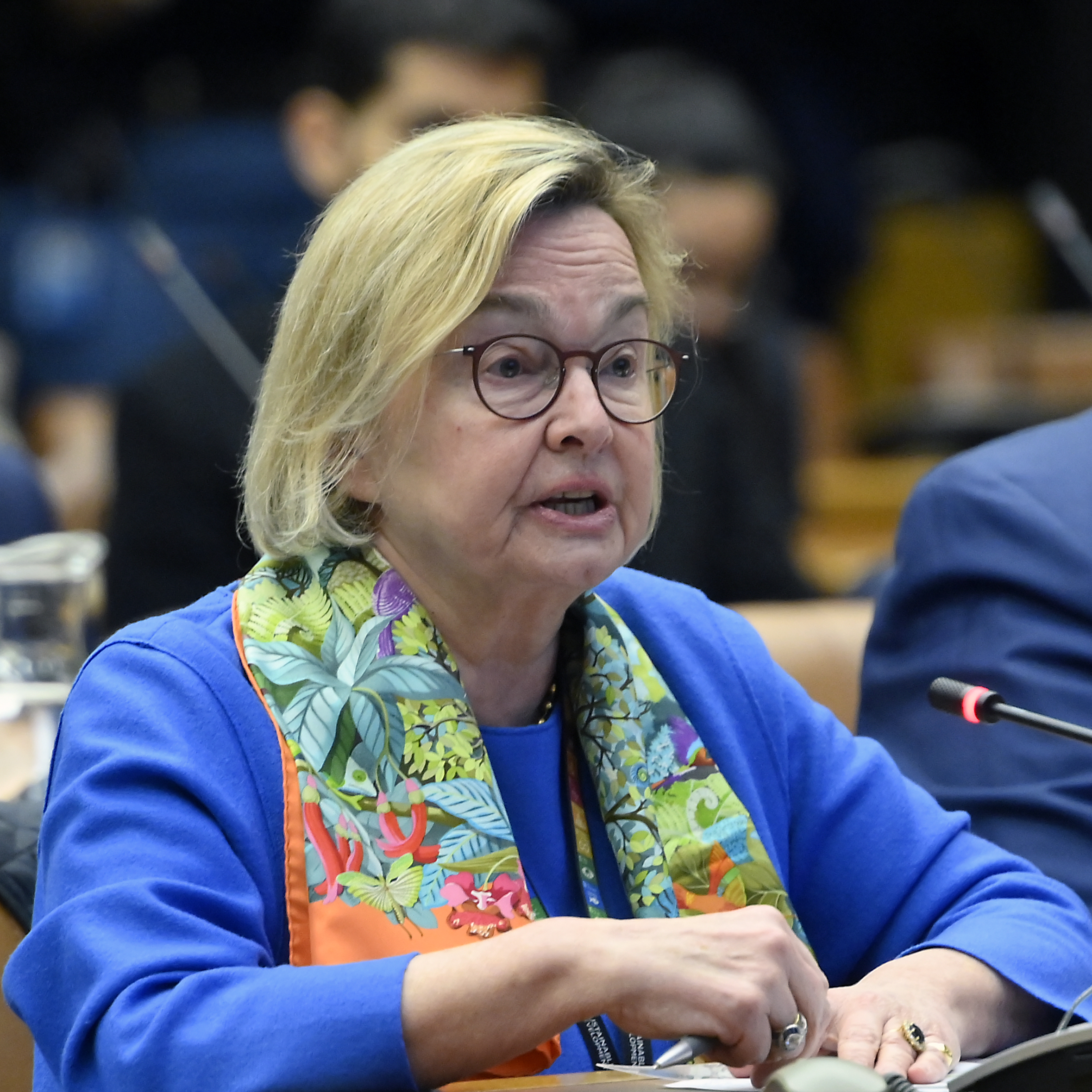
Anna Joubin-Bret – 2023

Anna Joubin-Bret (geb. am 2. Februar 1962) ist eine französische Juristin und seit 2017 Leiterin der Kommission der Vereinten Nationen für internationales Handelsrecht (UNCITRAL) und Direktorin der Handelsrechtsabteilung (ITLD) im Bereich Rechtsangelegenheiten (OLA) des UN-Sekretariats.

## Ausbildung
Joubin-Bret absolvierte von 1979 bis 1982 einen B.A.-Studiengang für Internationale Beziehungen am Institut d’Études Politiques (Sciences-Po), einer Grande école in Lyon und einen B.A.-Studiengang in Privatrecht an der Universität Lyon III Jean-Moulin. 1985 erwarb sie an der Université Paris 1 Panthéon-Sorbonne einen M.A. in Internationalem Handelsrecht und ein Diplôme d’études approfondies in Internationalem Privatrecht.

## Karriere
Ihren beruflichen Einstieg hatte Joubin-Bret 1983 als juristische Beraterin beim Elektronikkonzern Schneider Electric, 1984 wechselte sie zum französischen Technologiekonzern KIS Group. Ab 1986 war sie Außenhandelsdirektorin des französischen Seilbahnherstellers Pomagalski S.A., bevor sie 1996 zur Konferenz der Vereinten Nationen für Handel und Entwicklung (UNCTAD) nach Genf wechselte.
Im März 1998 wurde sie als Landrat der Region Rhône-Alpes gewählt.
Im Januar 2012 erhielt sie die Zulassung als Rechtsanwältin in Paris und wurde Partnerin im Pariser Büro der US-amerikanischen Kanzlei Foley Hoag LLP mit Schwerpunkt Schiedsgerichtsbarkeit im internationalen Handelsrecht. Im Mai 2013 schied sie aus der Kooperation aus und arbeitete ausschließlich in ihrer bereits im Mai 2012 gegründeten Kanzlei Cabinet Joubin-Bret. Auch hier bearbeitete sie internationale Schiedsverfahren und führte Mediationen sowie Schlichtungsverfahren unter ICC, ICSID und UNCITRAL Regeln durch. Sie beriet Regierungen bei internationalen Investitionsverhandlungen und Gesetzgebungsverfahren.
Joubin-Bret war weltweit an Universitäten und Instituten als Dozentin für Handelsrecht tätig, war Richterin am französischen Handelsgerichtshof in Grenoble und Mitglied am Internationalen Zentrum zur Beilegung von Investitionsstreitigkeiten (ICSID).
Sie ist Autorin und Herausgeberin einer Vielzahl von Publikationen zum Thema Schiedsgerichtsbarkeit sowie Internationales Handels- und Investitionsrecht.
Im November 2017 wurde Joubin-Bret Sekretärin der Kommission der Vereinten Nationen für internationales Handelsrecht (UNCITRAL) und Direktorin der Handelsrechtsabteilung (ITLD) im Bereich Rechtsangelegenheiten (OLA) des UN-Sekretariats.

## Positionen
Anna Joubin-Bret bekennt sich zu den Prinzipien der International Gender Champions, die die Geschlechtergleichstellung in staatlichen, internationalen und zivilgesellschaftlichen Organisationen zum Ziel hat.

## Quellnachweise
1. ↑  https://legal.un.org/ola/div_itld.aspx abgerufen am 25. Juni 2019
2. ↑  https://www.linkedin.com/in/anna-joubin-bret-54938522 abgerufen am 3. Dezember 2019
3. ↑  https://www.linkedin.com/in/anna-joubin-bret-54938522 abgerufen am 3. Dezember 2019
4. ↑  https://www.linkedin.com/in/anna-joubin-bret-54938522 abgerufen am 3. Dezember 2019
5. ↑  https://www.transnational-dispute-management.com/about-author-a-z-profile.asp?key=2265 abgerufen am 25. Juni 2019
6. ↑  https://www.iaiparis.com/profile/anna.joubin-bret abgerufen am 25. Juni 2019
7. ↑  https://uncitral.tumblr.com/post/168283740191/welcoming-the-new-director-of-the-international abgerufen am 25. Juni 2019
8. ↑  https://genderchampions.com/champions abgerufen am 29. Juli 2023

| Personendaten    | Personendaten                        |
| ---------------- | ------------------------------------ |
| NAME             | Joubin-Bret, Anna                    |
| KURZBESCHREIBUNG | französische Juristin und UN-Beamtin |
| GEBURTSDATUM     | 2. Februar 1962                      |